# 池园镇
池园镇是中国福建省福州市闽清县下辖的一个镇。

## 历史
1955年成立闽清县池园区，1957年改为池园镇。
镇内池园村西南500米处有一通明代嘉靖年间所立的石碑，称“还盛”碑，上书“还盛”、“嘉靖黄淑美”等字。

## 行政区划
池园镇下辖以下地区：
池园社区、池园村、潘亭村、东洋村、叶洋村、丽山村、丽星村、九斗村、顶坑村、福斗村、井后村、隔兜村、宝山村、店前村、宝新村、东前村、陈厝垅村、岭头村、仁周村和田地村。

## 经济
境内主要矿产为高岭土，因此陶瓷产业发达。